# 崔崙成
崔 崙成（さい ろんせい、チェ・ユンソン）は、朝鮮の独立運動家。崔太敏の父。

## 生涯
崔崙成は1893年、黄海道鳳山郡沙原面沙里院洞（現・北朝鮮黄海北道沙里院市西里洞）で生まれた。
1919年3月、鳳山郡沙原面沙里院洞で南宮旭が主導する独立万歳運動に参加し、この時、独立宣言書1,000枚余りを印刷し配布して避難した。
1920年1月初め、南宮旭と申桓は「朝鮮独立」のための軍事公債募集の内容を盛り込んだ趣旨書と通知書を印刷し、これを黄海道平山郡地方に配布した後、地方富豪たちに軍資金を納付させる計画を立て、これを崔崙成に各文書の印刷方法を協議し、活動に参加するよう勧めた。
崔崙成はこれに賛同し、1月中に沙原面西里洞の金文煥の家で南宮旭、申桓とともに「現在、中国上海市では大韓民国臨時政府を組織して朝鮮独立運動に従事しているが、その趣旨に賛同して相応の資金を拠出するのがよい」という内容の軍事公債募集趣旨書と通知書の草案を作成し、そこで管轄官庁の許可なしに謄写機器で60部余りを印刷した。
その後、南宮旭と申桓は軍事公債募集趣旨書と通知書60余部を携えて平山郡金巖面に行き、民家10数戸にその文書を配布し、金巖面龍川里に居住する趙仁善と斧亭里に居住する趙永根、垈村里に居住する柳揚雨などを訪ね、自分たちは大韓民国臨時政府から朝鮮独立運動資金を募集するために派遣された人々であることを明らかにし、独立運動に賛同し、資金拠出に応じれば7年後に必ず独立運動の目的を達成し、寄付したものはその時に返すことができるが、もし要求に応じない場合は軍律に従って家族全員を殺害すると脅迫し、最終的に趙仁善と趙永根からはそれぞれ100朝鮮円、柳揚雨からは200朝鮮円の軍資金を募集した。
彼はこの件ですぐに日本警察に逮捕され、その年4月10日、京城地方法院で強盗罪、出版法及び保安法違反の容疑で懲役8ヶ月刑を宣告され、未決済期間を合算して計11ヶ月余りの獄中生活を送った。
出獄後、静かに過ごした後、朝鮮光復を迎え、光復後5日後の1945年8月20日に逝去した。
1990年、大韓民国政府から建国勲章愛族章が贈られた。